# 張選 (嘉靖己丑進士)
張選（1494年—1568年），字舜舉，號靜思，直隸常州府無錫縣（今江蘇省無錫市）人，明朝政治人物。

## 生平
嘉靖七年（1528年）戊子科應天府鄉試第一百七名舉人。嘉靖八年（1529年）中式己丑科會試第二十一名，登第三甲第四十四名進士，授蕭山縣知縣，嘉靖十二年，擔任戶科給事中。嘉靖十三年，進言反對嘉靖帝遊玩怠政，招致廷杖八十，削籍。明穆宗即位后，起用為通政使司參議，因年老給予致仕。隆庆二年卒，年七十五。與顧可久、楊淮、黃正色等人並稱“錫谷四諫”。

## 家族
曾祖張士名；祖父張友諒；父張獻可，字廷諫，號東涯，以子貴封萧山县知县。母周氏。具庆下。弟张述、张遵。